# Саблинька
Саблинька (рос. Собла) — річка в Україні, на Кримському півострові. Права притока Альми (басейн Чорного моря).

## Опис
Довжина річки приблизно 6,20 км, найкоротша відстань між витоком і гирлом — 5,41  км, коефіцієнт звивистості річки — 1,15 . Річка формується багатьма безіменними струмками та 11 загатами.

## Розташування
Бере початок на північно-західній околиці села Костянтинівки (крим. Konstantinovka) . Тече переважно на південний захід через Топольне (крим. Topolnoye) , Партизанське (до 1948 року — Сабла, крим. Sabla)  і впадає у річку Альму.

## Цікаві факти
- У минулому столітті на річці існувало декілька водяних млинів[4].
- Понад річкою існує багато природних джерел[4].